# Maud Gonne
Maud Gonne MacBride (en irlandés: Maud Nic Ghoinn Bean Mac Giolla Bhríghde, 21 de diciembre de 1866-27 de abril de 1953) fue una revolucionaria irlandesa, de origen inglés, sufragista y actriz, especialmente recordada por su relación turbulenta con el poeta William Butler Yeats.  De nacimiento y procedencia anglo-irlandesa, fue ganada para la causa del nacionalismo irlandés por la problemática de los desahuciados debido a las 'Land Wars', las «guerras de la tierra» irlandesas.  Fue también una activa agitadora para la causa del autogobierno ('Home Rule').

## Primeros años
Nació a Tongham cerca de Farnham, Surrey, como Edith Maud Gonne, la hija mayor del capitán Thomas Gonne (1835–1886) del 17.º de Lanceros, los antepasados del cual provenían de Caithness, en Escocia, y su mujer, Edith Frith Gonne, nacida en Cook (1844–1871).  Después de que su madre muriera mientras Maud era todavía una niña, su padre la envió a una escuela-internado en Francia para ser educada. Escribió:

Los Gonnes provienen de Co Mayo, pero mi tatarabuelo fue desheredado y buscó fortuna en el extranjero comerciando con vino español. [...] Mi abuelo era jefe de una próspera empresa con establecimientos en Londres y Oporto -él destinó a mi padre a encargarse del área internacional del negocio y lo educó en el extranjero. Mi padre hablaba seis lenguas pero tenía poca inclinación por los negocios, de tal manera que consiguió un cargo al ejército inglés; el don de lenguas le aseguró destinos diplomáticos en Austria, los Balcanes y Rusia, y se sentía en casa tanto en París como Dublín.

## Inicios de su carrera
El 1882 su padre, un agente del ejército, estaba destinado en Dublín. Lo acompañó y se quedó con él hasta su fallecimiento. Volvió a Francia después de un ataque de tuberculosis y se enamoró de un político de derechas, Lucien Millevoye. Acordaron luchar por la independencia irlandesa y recuperar Alsacia-Lorena para Francia. Viajó a Irlanda y trabajó incansablemente en la causa por la liberación de prisioneros políticos. En 1889 conoció por primera vez al escritor y futuro Premio Nobel de Literatura, William Butler Yeats, quién se enamoró de ella.
En 1890, de nuevo en Francia, se reencontró con Millevoye, con quien en 1889 tuvo un hijo, Georges, que murió, posiblemente de meningitis, en 1891. Esto le causó una gran y duradera aflicción. En Dublín, Londres y París fue atraída por el ocultismo y el espiritismo, de gran importancia para Yeats, preguntando a sus amigos sobre la realidad de la reencarnación. En 1891 se unió por poco tiempo a la Orden Hermética del Amanecer Dorado, una organización en la que Yeats se había implicado. Gonne se separó de Millevoye después de la muerte de su hijo, pero a finales de 1893 organizó una reunión en el mausoleo que le había construido en Samois-sur-Seine. Allí mantuvo relaciones sexuales su exmarido con el propósito de concebir otro hijo con el mismo padre, a quien el alma de Georges transmigrase en metempsicosis. En agosto de 1894 nació la hija de Gonne, Isolda. (A los 23 años, a Isolda le propuso matrimonio William Butler Yeats, que tenía en ese momento 52 años; Isolda también tuvo un breve romance con Ezra Pound. A los 26 años, Isolda se casó con el novelista australiano de origen irlandés, Francis Stuart, que entonces tenía dieciocho.)

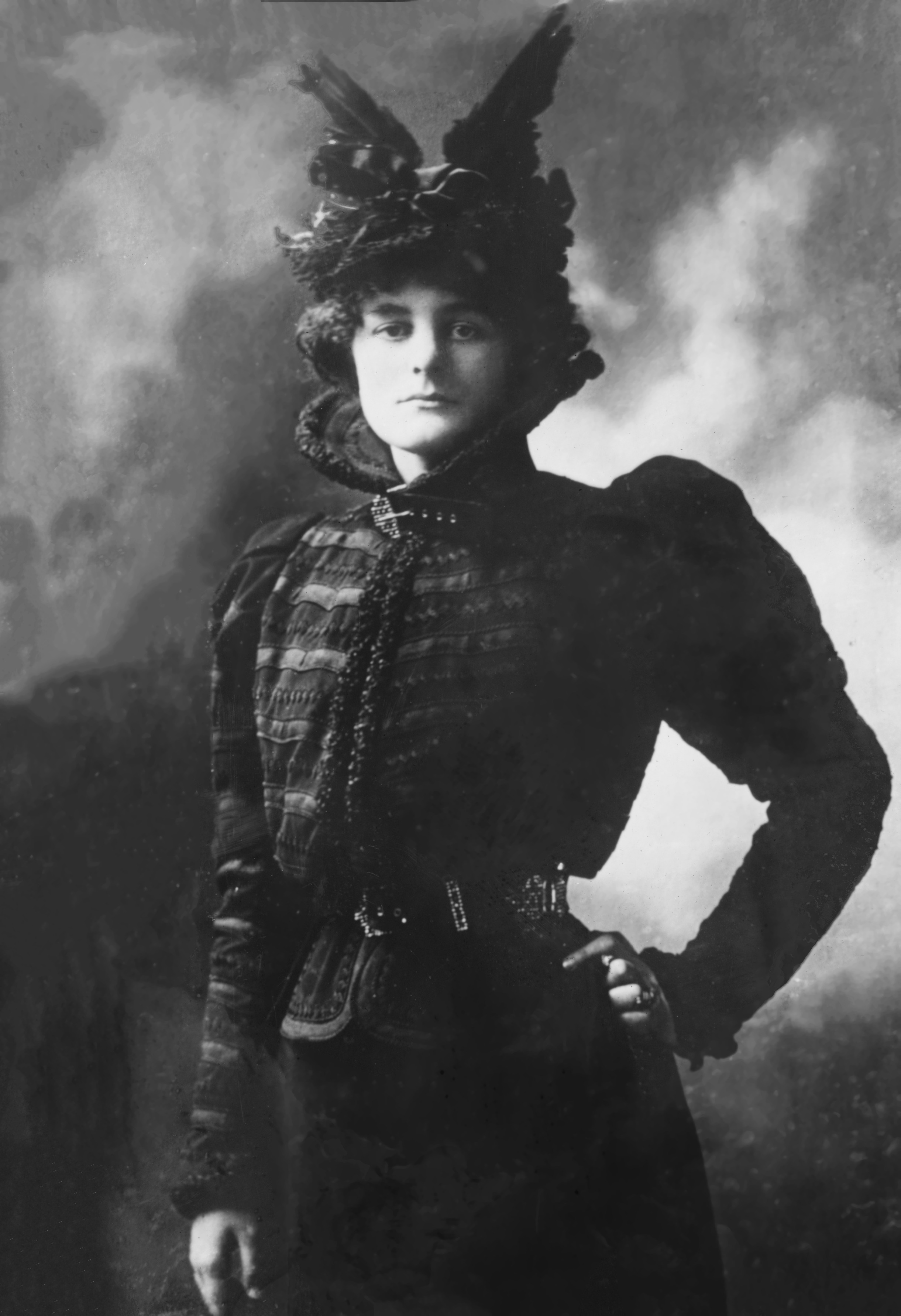
Maud Gonne McBride, sin fecha. Biblioteca del Congreso de los Estados Unidos.

Durante la década de 1890 Gonne viajó extensamente por Inglaterra, Gales, Escocia y los Estados Unidos haciendo campaña por la causa nacionalista irlandesa, formando en 1896 una organización denominada 'L'Association Irlandaise'. En 1899 su relación con Millevoye acabó definitivamente. Gonne, oponiéndose a los intentos de los británicos de obtener la lealtad de la juventud irlandesa al inicio del siglo XX, fue conocida por organizar recepciones especiales para niños. Junto con otros voluntarios, luchó para conservar la cultura irlandesa durante el periodo de la colonización de Gran Bretaña, fundando la Inghinidhe na hEireann. Veintinueve mujeres asistieron a la primera reunión y decidieron «combatir por todos los medios la influencia inglesa que tanto mal hace al gusto artístico y refinamiento de los irlandeses».
En su autobiografía; Maud Gonne escribió: «siempre he odiado la guerra y soy por naturaleza y filosofía, una pacifista, pero son los ingleses quienes están haciéndonos la guerra, y el primer principio de la guerra es matar al enemigo».

## Activismo
En 1897, junto con Yeats y Arthur Griffith, organizó protestas contra el Jubileo de Diamante (60.º aniversario del ascenso al trono) de la Reina Victoria.  En abril de 1902, hizo un papel principal en la obra teatral de Yeats, Cathleen Ní Houlihan. Interpretó a Cathleen, la "mujer vieja de Irlanda", que está de luto por sus cuatro provincias, perdidas en favor de los colonizadores ingleses.  Ya entonces pasaba la mayor parte de su tiempo en París.
En el mismo año, se unió a la Iglesia católica. Rechazó muchas propuestas de matrimonio de Yeats, no sólo porque lo veía insuficientemente radical en su nacionalismo (y poco dispuesto a convertirse al catolicismo) sino también porque creía que su amor no correspondido por ella había sido un don para su poesía y que el mundo tendría que darle las gracias por no haber aceptado nunca sus propuestas.

## Matrimonio
Después de haber rechazado un mínimo de cuatro propuestas de matrimonio por parte de Yeats entre 1891 y 1901, Maud se casó en París en 1903 con el mayor John MacBride, quién había dirigido el Irish Transvaal Brigade contra los británicos en la segunda guerra bóer. Al año siguiente nació su hijo, Seán MacBride. Posteriormente, Gonne y su marido acordaron poner fin a su matrimonio. Ella reclamó la custodia exclusiva de su hijo; MacBride lo rechazó, y el proceso de divorcio empezó en París el 28 de febrero de 1905. El único cargo que fue admitido por el tribunal en contra de MacBride fue que, una sola vez durante el matrimonio, se embriagó. A MacBride se le concedió el derecho de visita de su hijo dos veces por semana.
Acabado su matrimonio, Gonne hizo alegaciones contra su exmarido de violencia doméstica y, según W. B. Yeats, de abusos sexuales a Isolda, su hija, que entonces tenía once años.  Algunos críticos han sugerido que Yeats podía estar detrás de estas alegaciones, que habrían sido tramadas por él. Ni la demanda de divorcio formulada por Gonne ni los escritos de la propia Isolda mencionan nada de esto, aunque puede no ser sorprendente dadas las reticencias de la época ante tales asuntos. No obstante, Frances Stuart, que más adelante fue el marido de Isolda, atestiguó que ella se lo contó. En 1917 Yeats, en su cincuentena, propuso matrimonio a Isolda, de 23 años, quien no aceptó. Él la había conocido desde que tenía cuatro años, y a menudo se refería a ella como su estimada niña y dedicó un interés paternal a sus escritos. Muchos dublineses sospechaban, erróneamente, que Yeats era su padre.
MacBride visitó a su hijo, tal como estaba autorizado, por poco tiempo, puesto que volvió a Irlanda y no se supo nada más de él. Gonne crio el niño en París. MacBride fue ejecutado en mayo de 1916 junto con James Connolly y otros dirigentes del Alzamiento de Pascua. Después de la muerte de MacBride, Gonne creyó que podría volver a vivir permanentemente en Irlanda.
Yeats pidió a Isolda casarse una segunda vez en 1918, y ella consideró la propuesta. Los tres volvieron a Londres, desde Francia, donde aquella finalmente lo rechazó.

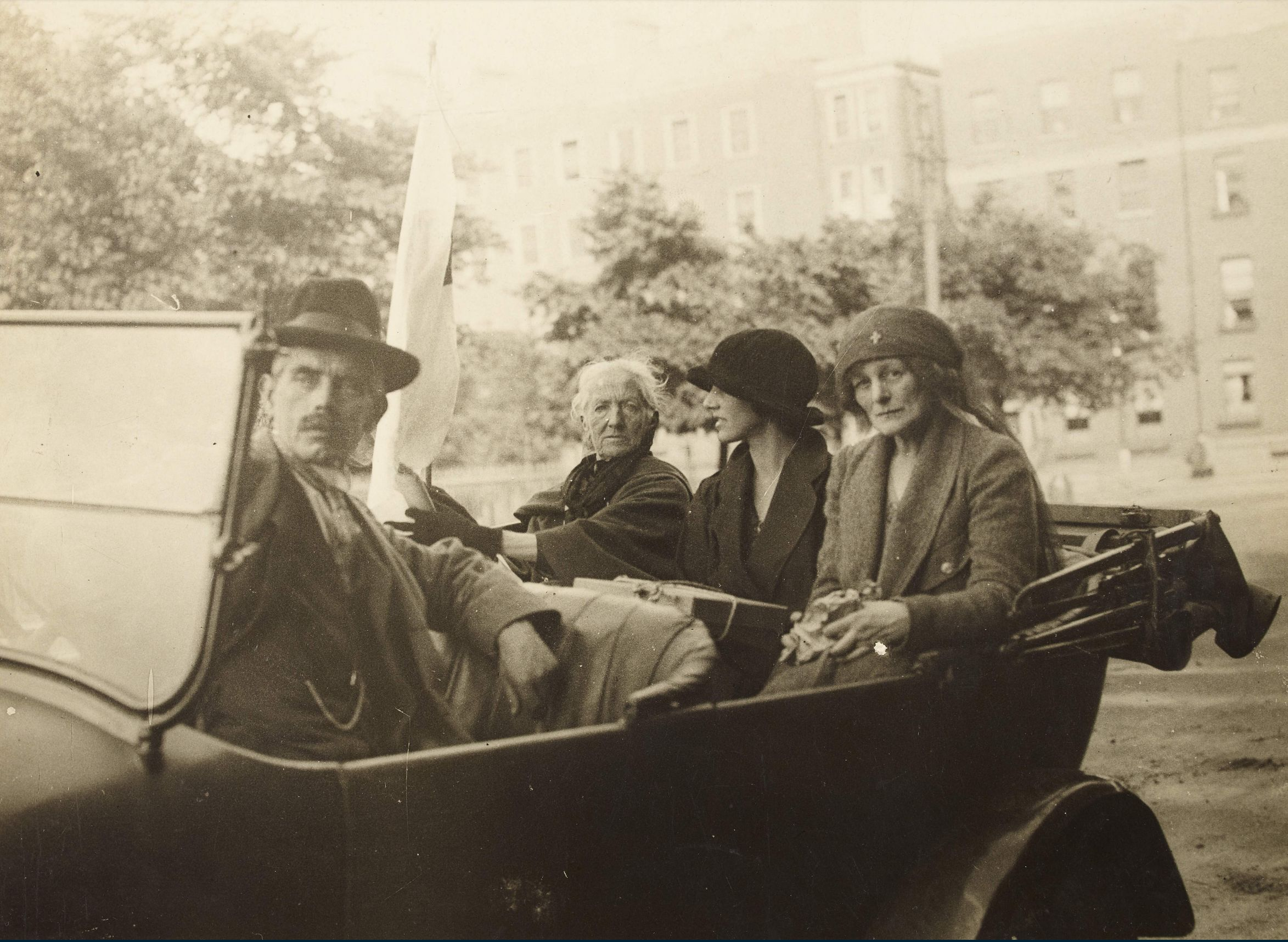
Maud Gonne en Dublín en julio de 1922.

### El movimiento feminista
Gonne continuó siendo muy activa en París. En 1913, fundó L'Irlande Libre, un diario francés.  Quería que el Cumann na mBan, el Consejo de las mujeres irlandesas, fuera considerado seriamente: su idea era conseguir la afiliación a la Cruz Roja y escribió a Ginebra para obtener un perfil internacional para la nueva organización nacionalista.  En 1918 fue arrestada en Dublín y encarcelada en Inglaterra durante seis meses.
Trabajó con la Irish White Cross (la Cruz Blanca Irlandesa) para la ayuda de las víctimas de violencia. Gonne MacBride se movía en círculos de clase alta. La hermana de John French, Lord teniente de Irlanda, Charlotte Despard, era una destacada sufragista, que ya era una Sinn Feiner cuando llegó a Dublín en 1920. Acompañó a Gonne en una gira por el condado de Cork, sede de la actividad revolucionaria más ferviente. Cork estaba en zona de la Ley Marcial ('Martial Law Area'), vedada a irlandeses e irlandesas foráneos en la zona, pero la hermana del virrey tenía un pase.
En 1921, se opuso al Tratado anglo-irlandés y defendió la posición crítica republicano irlandesa. El comité que creó la Cruz Blanca en Irlanda pidió a Gonne que se uniera a ellos en enero de 1921, para distribuir fondos a víctimas, administrados por el Cumann na mBan  Se estableció en Dublín en 1922. Durante las batallas callejeras encabezó una delegación llamada Comité de Paz de las Mujeres, cercana al liderazgo del Dáil y de su viejo amigo, Arthur Griffith. En agosto fundó una organización similar, la Liga de defensa de las Mujeres de los Presos. Las prisiones eran muy duras y muchas mujeres fueron encerradas en las prisiones de los hombres. La Liga apoyó a las familias que querían noticias de los internos. Trabajaron por los derechos de los presos, iniciaron vigilias y publicaron historias de muertes trágicas. Por su amistad con Despard y su oposición al gobierno fueron etiquetadas como 'Maud and Madame Desperate'. Su casa en el 75 St Stephen's Green, fue asaltada por soldados del 'Free State Army', que la saquearon. Maud fue arrestada y presa en Mountjoy. El 9 de noviembre de 1922, la Oficina del Sinn Féin fue asaltada en la calle Suffolk; el Estado Libre había barrido la capital, acorralando a la oposición y llevándola en prisión. El 10 de abril de 1923, Maud Gonne fue arrestada nuevamente, acusándola de preparar pancartas para manifestaciones sediciosas y escribir manifiestos antigubernamentales. Fue liberada el 28 de abril, después de veinte días detenida. Meses más tarde, las mujeres propagaron el rumor de que Nell Ryan había muerto bajo custodia para obtener una victoria propagandística. y continuaron siendo arrestadas.

## La Musa de Yeats

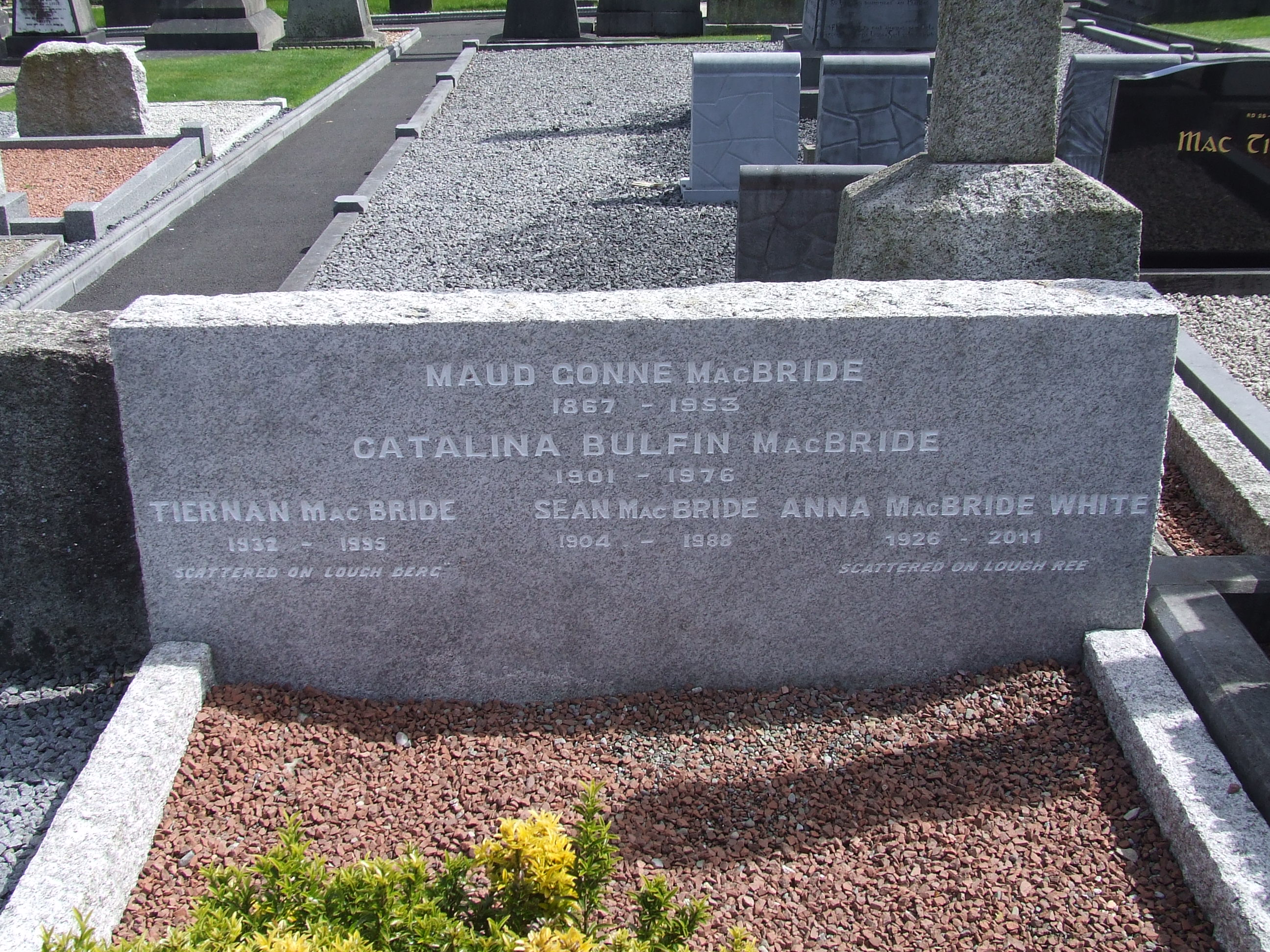
Maud Gonne, lápida en el Glasnevin.

Muchos de los poemas de Yeats están inspirados en Maud, o la mencionan, tal como "This, This Ruda Knocking". Escribió las obras teatrales The Countess Cathleen y Cathleen ni Houlihan para ella. Su poema Aedh wishes for the Cloths of Heaven acaba con una referencia a ella. 
Pocos poetas han celebrado la belleza de una mujer con la extensión con que Yeats lo hizo en su lírica sobre Gonne. De su segundo libro, Last Poems, ella apareció como Rosa, Helena de Troya (a No second Troy), el Cuerpo de Leda (Leda and the Swan y Among School Children), Cathleen Ní Houlihan, Palas Atenea y Deirdre.

## Autobiografía
Maud Gonne publicó su autobiografía en 1938, titulada A Servant of the Queen, una referencia tanto en la visión que ella tenía de la reina irlandesa de la antigüedad, Cathleen (o Caitlin) Ní Houlihan, como una forma irónica de titular, considerando el nacionalismo irlandés de Gonne y su rechazo a la monarquía británica. Su hijo, Seán MacBride, fue activo en política en Irlanda y en las Naciones Unidas. Fue un miembro fundador de Amnistía Internacional, que llegó a presidir, y recibió el premio Nobel de la Paz en 1974.
Maud Gonne murió en Clonskeagh, a los 86 años, y está enterrada al cementerio de Glasnevin, en Dublín.

### Obras
- Servant of the Queen Dublin, Golden Eagle Books Ltd.